# Лавино (Пескара)
Лавино (итал. Lavino) је насеље у Италији у округу Пескара, региону Абруцо.
Према процени из 2011. у насељу је живело 74 становника. Насеље се налази на надморској висини од 176 м.